# جاي ستيفنز
جاي ستيفنز (بالإنجليزية: Jay Stephens)‏ هو رسام كارتون أمريكي، ولد في 22 مارس 1971 في تورونتو في كندا.

## وصلات خارجية
- جاي ستيفنز على موقع IMDb (الإنجليزية)